# Ayar Auca
Ayar Auca è uno dei fratelli di Ayar Manco, meglio conosciuto come Manco Cápac, l'eroe primordiale per eccellenza in uno dei principali miti degli Inca.
Quattro coppie, secondo questa leggenda, sarebbero sorte da una caverna chiamata, in quechua, Tambutoco, ossia "casa delle finestre". Erano state originate dal dio Sole e destinate a guidare il genere umano. Assieme a loro, da due spelonche laterali, sarebbero uscite altre genti da cui avrebbe avuto origine il popolo degli Inca.
Dopo varie vicissitudini che avrebbero provocato la perdita di due fratelli, Manco e Ayar Auca sarebbero infine giunti, con i loro sudditi, nella valle del Cuzco che avevano subito riconosciuto come il luogo prescelto per la loro futura città. Ayar Auca (Auca significa "guerriero") si sarebbe incaricato di portare a termine la presa di possesso, cosa che avrebbe effettuato senza apparente difficoltà.
Al termine dell'impresa si sarebbe però trasformato in pietra suo malgrado e avrebbe segnato, nella sua nuova dimensione litica, il confine della città per l'eternità.  Per i peruviani la trasformazione da sostanza animata a sostanza minerale non significava necessariamente la fine dell'esistenza, atteso che tutto il mondo materiale era considerato pervaso da una forza divina, seppure presente con diversa intensità.  La nuova natura di Ayar Auca avrebbe quindi rappresentato uno stato di vita differente, caratterizzato dalla durata pressoché eterna della pietra.
Tra le panaca, le famiglie nobili del Cuzco dell'età imperiale, quella denominata Cuzco panaca faceva probabilmente riferimento alla sua discendenza da Ayar Auca dato che i suoi rappresentanti lo consideravano il loro capostipite fondatore.